# Ясукэ
Ясукэ (яп. 弥助 или 弥介, 彌助 или 彌介; 1530-е, Мозамбик — неизвестно, Киото) — японский слуга африканского происхождения и воин даймё  Оды Нобунаги, служивший у него в период Сэнгоку.
Ясукэ прибыл в Японию в 1579 году, будучи слугой итальянского иезуитского миссионера Алессандро Валиньяно. Нобунага пожелал увидеть чернокожего человека и последствии взял его к себе на службу и дал ему имя Ясукэ. Ясукэ были предоставлены меч, дом и жалованье. Он присутствовал во время инцидента в храме Хоннодзи (принудительного самоубийства Оды Нобунаги 21 июня 1582 года). После Ясукэ был отправлен обратно к иезуитам. Последующих записей о его жизни не сохранилось. Иногда считается, что Ясукэ был первым африканцем, которого увидел Нобунага. Он был одним из многих африканцев, прибывших в Японию в рамках «торговли с южными варварами».

## Биография

### Ранняя биография
Согласно Histoire ecclésiastique des isles et royaumes du Japon (с фр. — «Церковная история островов и королевств Японии»), книге иезуита Франсуа Солье 1627 года, Ясукэ вероятнее был родом из Мозамбика. Однако мнение Солье было всего лишь предположением, поскольку Ясукэ жил за полвека до написания книги. Не сохранилось ни одного более раннего источника про происхождение африканца.
Эта теория может быть правдивой, поскольку Мозамбик тогда был колонией Португалии, и оттуда вывозили и других рабов. Считается, что первые африканцы в Японии были мозамбикцами. Их впервые ввезли в Японию в 1546 году в качестве рабов или слуг.
Согласно расследованию телепередачи «Открытие тайн мира» 2013 года, Ясукэ происходил из народа макуа, а его имя при рождении было Ясуфе. Скорее всего, имя Ясуфе — вариант популярного мозамбикского имени Иссуфо. Однако расследование не совсем соответствовало стандартам журналистского расследования, также передача привела мало доказательств этой теории. К примеру, не было задокументировано ни одного значительного контакта народа макуа и португальцев до 1585 года.
Есть также теория, что Ясукэ происходил из народа яо, из внутренней части Мозамбика. Этим может объясняться его имя: к названию народа добавляется суффикс мужского имени -сукэ, образуя имя Яосукэ, которое могло преобразоваться в Ясукэ.
Согласно другой теории, Ясукэ был представителем народа сидди из Эфиопии. По мнению исследователя Томаса Локли, эта теория более вероятна: в пользу этого предположения говорит, например, то, что сидди были хорошо организованными и умелыми воинами, в отличие от многих других народов Восточной Африки. Его родное эфиопское имя могло звучать как Исаке или Йисаке. Возможно, его португальским именем было Isaque, вариант имени Исаак. Кроме того, Ясуфе — это эфиопская фамилия, также могла быть родной фамилией Ясукэ.
Также возможно, что Ясукэ происходил из народа динка из Южного Судана. Ясукэ был известен из-за высокого роста и очень тёмной кожи. Народ динка же как раз является самым высоким народом в Африке, а также цвет их кожи темнее, чем у жителей Эфиопии, Эритреи и Сомали. Однако у взрослых мужчин из народа динка был обычай делать шрамирование на лице, а у Ясукэ подобных отметин не было.

### Жизнь в Японии
Ясукэ прибыл в Японию в 1579 году как слуга иезуитского миссионера Алессандро Валиньяно, который участвовал в иезуитских миссиях в Ост-Индии. Он сопровождал Валиньяно, когда тот приехал в столицу в марте 1581 года, и его появление вызвало большой интерес у местных жителей.
Когда Ясукэ был представлен Оде Нобунаге, даймё подумал, что кожа африканца была покрашена чернилами. Нобунага заставил его раздеться до пояса и почистить кожу. Эти события описываются в письме и книге миссионера Луиша Фроиша. Когда Нобунага понял, что у африканца действительно настолько чёрная кожа, он им заинтересовался.
В самурайской летописи «Записи о князе Нобунага» также упоминается этот случай. Там описывается это событие так: «Двадцать третьего числа второго месяца [23 марта 1581], чёрный оруженосец прибыл из христианских стран. Человек был здоровым и хорош характером и Нобунага похвалил силу Ясукэ. Племянник Нобунаги дал ему денег во время этой встречи».
14 мая Ясукэ отправился в провинцию Этидзэн вместе с Фроишем и другими христианами. Во время этой поездки они встретились с другими местными полководцами, такими как Сибата Кацутоё, Ода Хидэкацу и Сибата Кацуиэ. Они вернулись в Киото 30 мая. В какой-то момент, хотя и неясно, когда именно, Ясукэ поступил на службу к Оде Нобунаге.

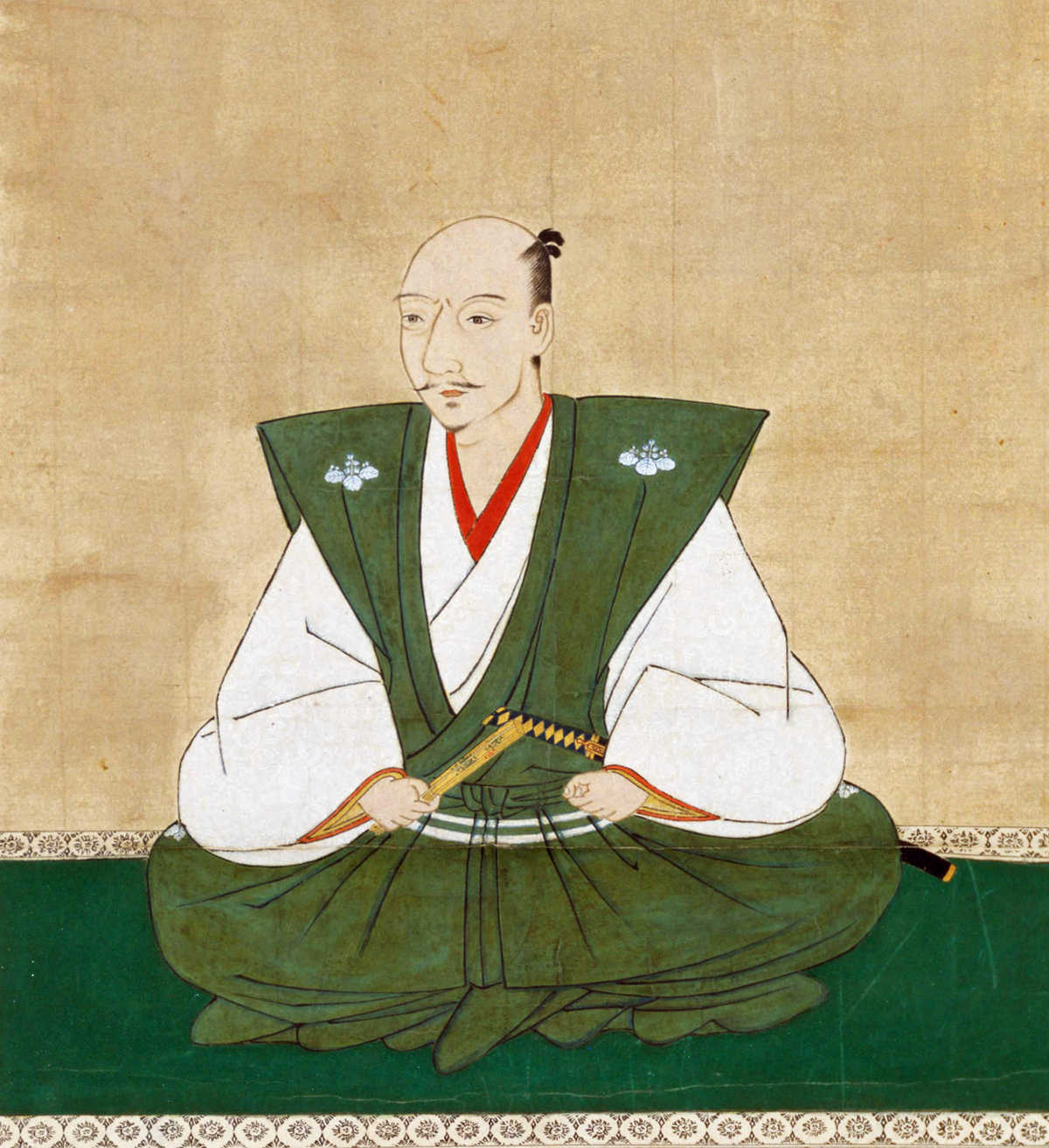
Ода Нобунага

Вполне вероятно, что Ясукэ выучил японский язык и хорошо говорил на нём, возможно, благодаря усилиям Валиньяно, стремившемся, чтобы его миссионеры хорошо адаптировались к местной культуре. Известно, что Нобунага с удовольствием общался с Ясукэ (нет никаких доказательств того, что Нобунага говорил по-португальски, и маловероятно, что Ясукэ смог бы общаться на классическом китайском, который в то время был лингва франка Азии). Скорее всего, Ясукэ был единственным слугой Нобунаги неяпонского происхождения. Это может объяснить интерес Оды к Ясукэ.
Согласно «Записям о князе Нобунага», у Ясукэ была собственная резиденция и короткая церемониальная катана. Нобунага также возложил на него обязанности оруженосца.
После победы над родом Такэда Нобунага вместе с группой воинов, включая Ясукэ, отправились на осмотр территории рода Такэда. На пути назад они встретили Токугаву Иэясу. Слуга Иэясу Мацудайра Иэтада описал рост Ясукэ как «6 сяку 2 суна»[уточнить] (188 см), его кожу он описал как «чёрную, как уголь».
В июне 1582 года на Нобунагу напал Акэти Мицухидэ у монастыря Хонно в Киото, и Нобунага вынужденно совершил харакири. Ясукэ сражался тогда против армии Акэти. После смерти Нобунаги Ясукэ присоединился к наследнику Оде Нобутаде. Нобутада пытался сплотить силы у замка Нидзё. Ясукэ сражался вместе с воинами Нобутады, но в конечном итоге был захвачен в плен. Когда Ясукэ представили Акэти, военачальник якобы сказал, что чёрный человек был животным, а не японцем, и поэтому не должен быть убит. Ясукэ отправили в христианскую церковь Намбандзи в Киото. О дальнейшей судьбе Ясукэ ничего не известно.

## Ясукэ в современной культуре
Ясукэ появляется в играх Nioh, Nioh 2, Samurai Warriors 5, а также в мангах Hyouge Mono и Nobunaga Concerto.
Афросамурай из аниме и манги «Афросамурай» и вампир из игры Guilty Gear Strive основаны на Ясукэ. Ясукэ также главный герой одноимённого аниме-сериала, вышедшего на Нетфликс в 2021 году.
Присутствует в исторической драме «Шея», срежиссированной Такэси Китано и выпущенной в прокат в 2023 году. В центре сюжета — смерть первого объединителя страны Оды Нобунаги. Роль Ясукэ играет Дзюн Соэдзима, японец африканского происхождения.
Является одним из двух главных персонажей в компьютерной игре Assassin’s Creed Shadows, данный факт подвергся критике, в том числе в Японии.